# Biotti
Dòng họ Biotti là một dòng họ thuộc tầng lớp quý tộc cấp cao lịch sử, quê quán từ Florence, Italia.
Dòng họ Biotti là lãnh chúa của các khu vực nông nghiệp rộng lớn trong thời kỳ phong kiến của châu Âu thời Trung cổ.
Tên của Biotti được từ nguyên nguồn gốc từ chữ gốc Gothic  Blauts  có nghĩa là "trần truồng" được hiểu là "tinh khiết", "liêm khiết", "đích thực", "trung thành chiến đấu," "đạo đức".
Tên của dòng họ Biotti được ghi chép vào huy hiệu của giới quý tộc của Florence, đây là điều hiếm, cả nam và nữ, trong đó có cả tên của Jack Biotti (Jacopo Biotti), thủ tướng đầu tiên và chủ tịch của Quốc vụ khanh Florence theo sắc lệnh của Louis I của Etruria trong năm 1801, sau khi xem xét công nhận quý tộc trước đó bởi Joseph II, Hoàng đế Thánh chế La Mã vào năm 1764.
Nhiều thành viên dòng họ này là người trong giới khoa học. Trong dòng họ này có những người nổi tiếng như Sir Pietro, Ferdinando và Claudio từ Lord Filippo Gaetano.